# Menajem
Menajem, Menahem o Manahem (743 a. C.-738 a. C.), fue el 16.º rey de Israel. De acuerdo con la cronología de Kautsch, gobernó en 743-736 a. C.; según Schrader, de 745 hasta 736 a. C. William Foxwell Albright ha fechado su reinado en 745-738 a. C., mientras que Edwin R. Thiele ofrece las fechas 752-742 a. C.
Era hijo de Gadi y ostentó el cargo de jefe del ejército en Tirsah. A la muerte del rey Zacarías, asesinado por Shallum, consiguió eliminar al asesino y quedarse con el trono.
Consiguió el apoyo del monarca asirio Tiglatpileser III, para lo cual tuvo que pagar un fuerte tributo. Ejerció un poder tiránico, provocando diversos levantamientos, que reprimió violentamente.
Le sucedió su hijo Pecajías (Peqahyah).
Fuera de la Biblia, Menajem es referido en los Anales de Calah de Tiglatpileser III, donde se refiere a “Menahem de Samaria” en una lista de reyes que le pagaron tributo. La estela de Tiglatpileser III de Irán, su única estela conocida, se refiere explícitamente a Menahem como rey de Samaria en la columna III, el lado derecho, A: “[línea 1] Los reyes de la tierra de Hatti (y de) los arameos de la costa occidental. . . [línea 5] Manahem de Samaria”.